# Liosaccus
Liosaccus is een geslacht van straalvinnige vissen uit de familie van kogelvissen (Tetraodontidae).